# Shreya Ghoshal
Shreya Ghoshal (শ্রেয়া ঘোষাল en bengali), est née le 12 mars 1984 à Berhampore, dans l'État indien du Bengale-Occidental, est une chanteuse indienne. Surtout connue en tant que chanteuse de playback dans les films en hindi (715 chansons), télougou (188 chansons), kannada (159 chansons), tamoul (127 chansons), bengali (120 chansons) et malayalam (47 chansons), elle chante également dans d'autres langues indiennes telles que l'assamais, le gujarati, le marathi, le népalais, l'oriya et le pendjabi.
La carrière de Shreya Ghoshal commence quand elle remporte le concours de chant Sa Re Ga Ma Pa. Elle débute à Bollywood avec Devdas, grâce auquel elle reçoit le prix de la meilleure chanteuse aux National Film Awards et aux Filmfare Awards 2003 où elle obtient également le RD Burman Award récompensant les nouveaux talents musicaux. Depuis lors, elle a participé à plus de cent quatre-vingt films et reçu quatre National Film Awards, quatre Filmfare Awards et quatre Filmfare Awards du cinéma de l'Inde du Sud de la meilleure chanteuse.
Elle a également été sélectionnée dans la liste des 100 célébrités de l'Inde du magazine Forbes.

## Biographie
Shreya Ghoshal est née le 12 mars 1984 à Baharampur, dans le district de Murshidabad au Bengale-Occidental.Son père Bishwajit Ghoshal est ingénieur en électronique au département de l’énergie atomique indien et Sarmistha Ghoshal est écrivaine. Elle a aussi un frère, Soumyadeep Ghoshal, qui a sept ans de moins qu'elle. Elle vit grandit au Rajasthan, dans le gros bourg de Rawatbhata, un village où la vie culturelle est réduite à des réunions entre amis, mais elles sont déjà l’occasion pour la toute petite fille d’accompagner les chansons de sa mère. Elle commence les leçons de chant à 4 ans, et monte sur scène pour la première fois à 6 ans. Bientôt l’enseignement maternel ne suffit plus et c’est à Kota, la grande ville distante de 65 km, qu’elle suit maintenant des cours de chant.

## Récompenses et nominations

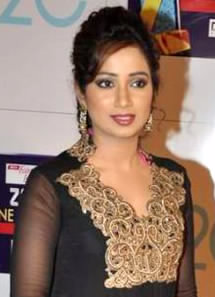
Shreya Ghoshal au Zee Cine Awards 2013

Durant sa carrière de chanteuse, Shreya Ghoshal a multiplié les prix et les nominations. Elle a remporté quatre fois le prix du National Film Award for Best Female Playback et quatre autres pour le Filmfare Wards sur quinze nominations ainsi que le prix Filmfare RD Burman for New Music en 2003. Elle a également remporté sept Filmfare sur vingt-cinq nominations. En outre, elle a été désignée comme meilleure chanteuse à la cérémonie des IIFA, Zee Cine Wawards, Screen Awards, Apsara Awards et Mirchi Music Awards, entre autres. En 2010, elle reçoit le prestigieux prix du Yesudas Swaralaya.
En 2013, sa chanson Roopkathara du film Aparajita Tumi reçoit le prix de la Chanson de l'année décerné par Samsung Rex aux Mirchi Music Awards Bangla. Elle a remporté le titre de la Chanteuse de l'année de The Year Award au 5e Royal Stag Mirchi Music Awards, organisé en 2013, pour avoir chanté Chikni Chameli d'Agneepath.
Le 26 avril 2013, elle a été honorée à la Chambre des communes du Royaume-Uni à Londres pour sa contribution à la musique indienne. Le prix lui a été décerné par un membre de la Chambre des communes. Shreya Ghoshal a aussi remporté le Screeen Awards 2014, l'IIFA Awards 2014 et le Gima Awards 2014 pour la chanson Sunn Raha Hai du film Aashiqui 2 pour le Best Playback Singer Category.

### Shreya Ghoshal Day
Elle fut honorée aux États-Unis dans l'état de l'Ohio, où le gouverneur Ted Strickland a déclaré le 26 juin 2010 le « Shreya Ghoshal Day ». Cela a été célébré par ses fans sur les sites de micro-blog populaires. T-Series a téléchargé de nombreuses chansons qu'elle interprète et plusieurs de ses chansons occupent la majorité des playlists de différentes stations de radio.

## Discographie

### Albums studio
- 1998 : Bendhechhi Beena
- 1998 : O Tota Pakhi Re
- 1999 : Ekti Katha
- 1999 : Tumi Bolo Ami Shuni
- 2000 : Mukhor Porag
- 2000 : Rupasi Raate
- 2001 : Ei Aakash Tomari
- 2002 : Banomali Re
- 2002 : Akasher Mukhomukhi
- 2003 : Jaabo Tepantar
- 2003 : Swapner Pakha
- 2006 : Thikana
- 2006 : Ustad & the Divas
- 2007 : Krishna Bina Ache Ke
- 2007 : Kanadau Vitthalu
- 2008 : Jete Daao Amay
- 2008 : Mazhi Gaani
- 2010 : A Tribute to R. D. Burman
- 2012 : Milan Piyasi
- 2014 : Humnasheen
- 2014 : Rim Jhim
- 2023 : Guli mata, avec le chanteur marocain 🇲🇦 Saad Lamjarred

### Compilations
- 2015 : Love Songs
- 2015 : The Best of Indian Pop: Stars of Bollywood